# Paul Wall
Paul Slayton, beter bekend als Paul Wall (Houston (Texas), 11 maart 1981) is een Amerikaanse rapper en dj. Hij staat onder contract bij Swishahouse, een label van Asylum Records, en is in 1998 begonnen met rappen.
In het begin was Paul Wall of Pinky zoals hij zich toen nog noemde lid van The Sleepwalkers wat een Gospel Rap groep was. Ook Chamillionaire zat in deze groep. Ze traden bij veel muziekfestivals en kerkbijeenkomsten op. Paul Wall en Chamillionaire tekenden daarna bij Swishahouse. Paul Wall en Chamillionaire hadden toen al samen de Color Changin' Click gevormd. Na een tijdje verlieten ze allebei Swishahouse om naar Paid in Full records te gaan daar brachten ze het album "Get Ya Mind Correct" uit wat een grote hit werd in Houston en werd meer dan 200.000 keer verkocht. Daarna brachten ze "Controversy Sells" en gingen de twee uit elkaar, Paul ging terug naar Swishahouse en Chamillionaire richtte zijn eigen label op: Chamillitairy Entertainment. Paul Wall heeft in 2005 zijn eerste album uitgebracht: The People's Champ wat Platinum werd in de VS.

## Kritiek
In September 2010 ontstaat er nogal wat kritiek op Wall na een concertbezoeker te hebben geslagen met een microfoon, waarna de concertbezoeker door de bewaking uit het publiek werd gehaald.

## Discografie

### Albums
- 2002: Get Ya Mind Correct (met Chamillionaire)
- 2004: Chick Magnet
- 2005: Controversy Sells (met Chamillionaire)
- 2005: The People's Champ
- 2007: Get Money Stay True

### Singles
- 2005: "Sittin' Sideways" (met Big Pokey)
- 2005: "They Don't Know" (met Mike Jones & Bun B)
- 2006: "Girl"
- 2007: "Break 'Em Off" (met Lil' Keke)
- 2007: "I'm Throwed" (met Jermaine Dupri)
- 2007: "Bangin' Screw"
- 2008: "Diamonds Exposed" (met Chamillionaire & Lil' Keke)